# Mary Louise Pratt
Mary Louise Pratt (geb. 1948) ist Professorin für spanische und portugiesische Sprachen und Literatur und hält einen Julius-Silver-Lehrstuhl an der New York University. Sie erwarb 1970 ihren B.A. in modernen Sprachen und Literatur an der University of Toronto, 1971 ihren M.A. in Linguistik an der University of Illinois in Urbana und 1975 ihren Ph.D. in vergleichender Literaturwissenschaft an der Stanford University.
Ihr erstes Buch, Toward a Speech Act Theory of Literary Discourse aus dem Jahr 1977, leistete einen wichtigen Beitrag zur Kritischen Theorie, indem es zeigte, dass die Grundlage der schriftlichen literarischen Erzählung in der Struktur der mündlichen Erzählungen zu sehen ist. Darin zeigt Pratt anhand der Forschungen von William Labov, dass alle Erzählungen gemeinsame Strukturen enthalten, die sowohl in literarischen als auch in mündlichen Erzählungen zu finden sind.
In ihrer neueren Forschung hat Pratt so genannte Kontaktzonen untersucht – Gebiete, in denen zwei oder mehr Kulturen miteinander kommunizieren und gemeinsame Geschichten und Machtverhältnisse verhandeln. Sie erklärt, dass Kontaktzonen "soziale Räume sind, in denen Kulturen aufeinander treffen, aufeinanderprallen und miteinander ringen, oft in Kontexten höchst asymmetrischer Machtverhältnisse, wie Kolonialismus, Sklaverei oder deren Nachwirkungen, wie sie heute in vielen Teilen der Welt gelebt werden". In ihrem Artikel "Arts of the Contact Zone" prägt Pratt auch den Begriff der autoethnografischen Texte, d. h. "Texte, in denen Menschen sich selbst in einer Weise beschreiben, die sich mit den Darstellungen auseinandersetzt, die andere von ihnen gemacht haben."

## Veränderung des öffentlichen Diskurses über den Spracherwerb
Im Rahmen der Ernennung muss jeder Julius-Silver-Lehrstuhlinhaber einen Silver-Dialog verfassen, einen Aufsatz, der ein wichtiges Thema aus seinem Fachgebiet behandelt. Pratt nutzte ihren Aufsatz, um die Hindernisse und möglichen Lösungen für die Förderung des Sprachenlernens in Amerika zu diskutieren. Pratt umrahmte ihre Argumentation mit einer Anekdote von einer multikulturellen Hochzeit:

„Es war eine schicke kalifornische Hochzeitsfeier in einem großen Hotel in der Bay Area. Die Familie des Bräutigams sprach Urdu, und die der Braut sprach Gujarati und Urdu. Beide waren praktizierende Muslime, aber sie stammte aus Südkalifornien, das von den Menschen aus dem Norden manchmal als zu entspannt angesehen wird. Der Bräutigam wurde von seinen beiden besten Freunden aus der High School begleitet, von denen einer mexikanisch-jüdisch-angloamerikanischer Abstammung und der andere chinesisch-japanischer Abstammung über Hawaii und Sacramento war.“

Pratt nutzte die Hochzeit als Überleitung, um amerikanische Mythen über Sprache zu entlarven. Pratt stellt systematisch vier weit verbreitete Irrtümer über das Erlernen von Sprachen in Frage: 1) die bereitwillige Ablehnung von Herkunftssprachen durch Einwanderer, 2) die Feindseligkeit der Amerikaner gegenüber der Mehrsprachigkeit, 3) die Beschränkung des Erlernens von Zweitsprachen auf die frühe Kindheit und 4) die Notwendigkeit von Sprachkenntnissen allein für die nationale Sicherheit. Anhand jedes einzelnen Missverständnisses zeigt Pratt, wie diese Faktoren zusammenkommen und einen Widerstand gegen das Sprachenlernen hervorrufen, der zu der nationalen Sicherheitskrise beigetragen hat, die man im Rahmen von Critical Language Awareness (CLA) Schulungen zu lösen gedenkt.
Pratt macht Hoffnung auf eine Veränderung des öffentlichen Diskurses und skizzierte vier Ideen, die gefördert werden müssen, um den Spracherwerb in Amerika zu unterstützen. Pratt sieht die Notwendigkeit, Vorstellungen über Ein- und Mehrsprachigkeit zu korrigieren. Den Amerikanern muss gezeigt werden, dass Einsprachigkeit ein Handicap ist und dass das Verlassen auf die Bereitschaft anderer, Englisch zu lernen, die transkulturelle Kommunikation auf „alle anderen als die begrenztesten und am besten geskripteten“ Gespräche beschränkt.
Pratt fordert auch eine stärkere Förderung des Erlernens von Herkunftssprachen und die Nutzung lokaler nicht-englischer Sprachgemeinschaften, um den Bedarf an Sprachenlernen und transkulturellem Verständnis zu decken. Neben der Nutzung von Sprachgemeinschaften wünscht sich Pratt, dass Pädagogen mehr Wert auf fortgeschrittene Sprachkompetenz legen und eine Pipeline schaffen, um diejenigen zu fördern, die im Spracherwerb erfahren sind. Um diese Veränderungen herbeizuführen, ruft sie ihre Kolleginnen und Kollegen aus dem akademischen Bereich und andere linguistisch begabte Personen (englisch linguistically endowed persons LEP’s) dazu auf, die Art und Weise zu ändern, wie im öffentlichen Diskurs in Amerika über das Sprachenlernen diskutiert wird.

## Auszeichnungen und Ehrungen
- 1987–1988: Guggenheim Fellowship[7]
- 1992: Dean’s Award for Excellence in Teaching der Stanford University[7]
- 1993: Honorable Mention, James Russell Lowell Prize der Modern Language Association[7]
- 1998–1999: Gastwissenschaftler des Centro de Investigación y Estudios Superiores de Antropología Social (CIESAS) in Guadalajara (Mexiko)[7]
- 2000–2001: Fellow des Centers for Advanced Study in the Behavioral Sciences der Stanford University[7]
- 2003: Präsident der Modern Language Association (MLA)[7][8]
- 2019: Fellow der American Academy of Arts and Sciences[9]

## Werke (Auswahl)
- Mary Louise Pratt: Toward a speech act theory of literary discourse. Indiana University Press, Bloomington 1977, ISBN 0-253-37006-X (englisch).
- Mary Louise Pratt: Arts of the Contact Zone. Hrsg.: Modern Language Association. Band 91. New York 1991, S. 33–40, JSTOR:25595469 (englisch).
- mit Kathleen Newman: Critical Passions: Selected Essays. Duke University Press, Durham, NC 1999, ISBN 0-8223-2248-X (englisch).
- Mary Louise Pratt: Imperial Eyes: Travel Writing and Transculturation. Hrsg.: Routledge. 2. Auflage. London 2008, ISBN 978-0-415-02675-8 (englisch).
- Mary Louise Pratt: Planetary longings. Hrsg.: Duke University Press. New York 2022, OCLC 1295578286 (englisch).